# Džja Čunvang
Džja Čunvang (poenostavljena kitajščina: 贾春旺; tradicionalna kitajščina: 賈春旺; pinjin: Jiǎ Chūnwàng), kitajski politik in odvetnik, * maj 1938, Peking, Republika Kitajska.
Bil je minister za državno varnost Ljudske republike Kitajske (1985-88), minister za javno varnost Ljudske republike Kitajske (1998-2002) in generalni prokurator Vrhovnega ljudskega prokurata (2003-08).
Bil je tudi član 13., 14., 15. in 16. centralnega komiteja Komunistične partije Kitajske.